# Mỹ nhân tâm kế
Mỹ nhân tâm kế (giản thể: 美人心计; phồn thể: 美人心計; bính âm: Měi rén xīn jì) còn gọi là Hán cung Mỹ nhân tâm kế (汉宫美人心计) là một bộ phim truyền hình thuộc thể loại dã sử Trung Quốc trong năm 2010, do Vu Chính làm biên kịch lấy ý tưởng từ tiểu thuyết Vô tận chìm nổi của Tiêu Kỳ Anh. Đây là tác phẩm đầu tay thuộc series về mỹ nhân của Vu Chính, tiếp theo là Đường cung mỹ nhân thiên hạ (唐宫美人天下) và Sơn hà luyến mỹ nhân vô lệ (山河恋·美人无泪). Bộ phim được đầu tư với mức kinh phí khủng gần 50 triệu tệ (tương đương 7,3 triệu USD), thuộc hàng bom tấn lúc bấy giờ với quy mô và dàn diễn viên vô cùng hùng hậu.

## Phát sóng
| Quốc gia    | Kênh                      | Tựa phim                                                                             |
| ----------- | ------------------------- | ------------------------------------------------------------------------------------ |
| Trung Quốc  | Shanghai TV Drama         | 美人心计 (Meiren Xinji)                                                              |
| Hồng Kông   | TVB HD Jade               | 美人心計 (Mei-jan Sam-gai)                                                           |
| Indonesia   | Vision 2 Drama            | Beauty's Rival in Palace                                                             |
| Nhật Bản    | Tokyo Broadcasting System | 美人心計 〜一人の妃と二人の皇帝〜 Bijin Shinkei: Hitori no Kisaki to Futari no Kotei |
| Malaysia    | TV2                       | Beauty's Rival in the Palace                                                         |
| Philippines | TeleAsia                  | Beauty's Rival in Palace                                                             |
| Singapore   | VV Drama                  | Beauty's Rival in Palace / 美人心计 (Meiren Xinji)                                   |
| Hàn Quốc    | ZHTV                      | 미인심계 (Miin Simgye)                                                               |
| Đài Loan    | CTV Main Channel          | 美人心計 (Meiren Xinji)                                                              |
| Việt Nam    | Đài Truyền hình Việt Nam  | Mỹ Nhân Tâm Kế                                                                       |
| Thái Lan    | new TV                    | จอมนางชิงบัลลังก์ (Cxm Nāng Ching Bạllạngk̒)                                              |

## Tóm tắt nội dung
Lấy bối cảnh thành Trường An, đầu thời kỳ Tây Hán, "Mỹ nhân tâm kế" kể về cuộc đời thăng trầm của hoàng hậu Đậu Y Phòng (Lâm Tâm Như đóng) và nói đến những nỗ lực và thành tựu của cô trong chốn hoàng cung lẫn những ảnh hưởng tích cực của chồng bà là Hán Văn Đế (Trần Kiện Phong đóng), người mở đường cho chính sách thuế và lao dịch.
Phim bắt đầu vào thời Hán Cao Tổ, Hoàng hậu Lã Trĩ sinh Thái tử Lưu Doanh (sau là Hán Huệ Đế), vốn không được Cao Tổ sủng ái. Bạc phu nhân - phi tần của Cao Tổ sinh Lưu Hằng (sau là Hán Văn Đế), từ nhỏ lanh lợi nên bị Lã hậu xem là cái gai trong mắt.
Hương Liên là cung nữ hầu hạ Bạc Cơ, kiêm nhũ nương cho Lưu Hằng. Bà có một con gái là Đỗ Vân Tịch (Đậu Y Phòng lúc nhỏ). Lã hậu cho gọi Hương Liên, ban lọ thuốc dưỡng da, thực tế là thuốc độc để mưu hại Lưu Hằng. Bạc Cơ phát giác, bèn cho Hương Liên trốn khỏi cung, đồng thời xin Lã hậu cho phép mang Lưu Hằng đến Đại Quốc sinh sống, tránh xa hậu cung hiểm ác.
Mẹ con Hương Liên - Vân Tịch bị Lã hậu truy sát. Hương Liên hy sinh, còn Vân Tịch may mắn tìm được đến nhà cậu, sống ở đó đến khi trưởng thành. Thời Hán Huệ Đế, Vân Tịch vào cung làm cung nữ. Lã hậu, khi này là Hoàng thái Hậu, đang lo sợ mẹ con Bạc Cơ - Lưu Hằng làm phản. Phát hiện ra sự thông minh của Vân Tịch, bà đổi tên cô thành Đậu Y Phòng, đưa đến Đại Quốc làm Vương phi, mục đích trở thành nội gián cho bà.
Thương yêu bách tích, nhưng vẫn muốn Lã hậu tin tưởng, Y Phòng đề nghị chồng tu sửa lăng tẩm bí mật luyện binh. Mọi người xem cô là "hồng nhan họa thủy", chỉ có Lưu Hằng tin tưởng, phong cô làm Vương hậu. Lưu Hằng đăng cơ, cô trở thành Hoàng hậu Đại Hán, cùng phu quân trải qua rất nhiều biến cố, tạo nên thiên thu đại nghiệp.
Tuy là Mẫu nghi thiên hạ, Y Phòng lại cảm thấy quyền lực và tình cảm hiện có đang dần mất đi. Cô tìm mọi cách vãn hồi tình cảm của trượng phu, ngăn cản các nhi tử tương tàn, dùng thủ pháp độc đáo của mình, hết lần này đến lần khác hóa giải mọi nguy cơ, góp phần sáng lập một thời kỳ thịnh thế "Văn Cảnh chi trị". Tên của cô được ghi vào sử sách, được hậu nhân xưng tụng.

## Chi tiết
"Mỹ nhân tâm kế" do Lâm Quốc Hoa sản xuất và do Ngô Cẩm Nguyên, Lương Tín Quân và Trần Quốc Hoa làm đạo diễn. Bộ phim do Công ty Toàn Thịnh Thời Đại và Công ty Tử Tuấn Huy Hoàng hợp tác sản xuất, tập đoàn giải trí La Phương là nhà tài trợ chính.
Nhờ vào dàn diễn viên ngôi sao cũng như kinh phí đầu tư lớn, bộ phim đã thu hút được sự chú ý của giới truyền thông quốc tế thông qua quá trình quảng bá phim. Bộ phim được quay tại 3 trường quay Vô Tích, Vũ Hán và Hoàng Điếm. Mỹ nhân tâm kế được sản xuất với kinh phí 50 triệu tệ (tương đương 7,3 triệu USD).
Có một số bài báo cho rằng Mỹ nhân tâm kế dựa vào cốt truyện của phim truyền hình ăn khách của hãng TVB "Cung tâm kế". Đạo diễn đã phủ nhận tuyên bố này, ông cho biết bản nháp đầu tiên của kịch bản phim đã được phát hành khi cung tâm kế vẫn còn đang trong giai đoạn viết kịch bản.
Mỹ nhân tâm kế được phát sóng lần đầu tiên vào ngày 15 tháng 3 năm 2010 trên đài truyền hình Thượng Hải. Ngày 11 tháng 5 năm 2010, bộ phim lên sóng Đài truyền hình CTV tại Đài Loan. Tháng 8 năm 2010, Mỹ nhân tâm kế cũng chính thức lên sóng Truyền hình SBS của Hàn Quốc.

## Bảng phân vai

### Nhân vật chính
| Diễn viên                          | Nhân vật                  | Giới thiệu | Ghi chú |
| Lâm Tâm Như Lâm Diệu Khả (lúc nhỏ) | Đậu Y Phòng               | Gia nhân tử → Đậu Mỹ nhân → Vương hậu Đại quốc → Hoàng hậu → Hoàng Thái hậu → Thái Hoàng Thái hậu Vốn có tên là Đỗ Vân Tịch, con gái của Điền Hương Liên, cô đến nhà cậu của mình sống sau khi mẹ chết và sau đó nhập cung trở thành gia nhân tử. Cô thông minh sắc sảo, được Lưu Doanh yêu mến. Vân Tịch được Lữ hậu đánh giá cao, bà đổi tên cho cô thành Đậu Y Phòng, thay đổi thân phận và là một trong năm gia nhân tử được gửi đến Đại quốc cho Lưu Hằng. Thực chất đây là âm mưu của Lữ hậu, bà muốn dùng Y Phòng để kiểm soát Lưu Hằng. Khi Đậu Y Phòng vừa mới đến Đại quốc, cô được phong là Đậu Mỹ nhân và dùng tài mưu lược để thực hiện kế hoạch. Về sau cô nảy sinh tình cảm thực sự với Lưu Hằng, giúp anh đoạt được ngai vàng và Đậu Y Phòng trở thành Hoàng hậu Đại Hán. Sau khi con trai của Đậu Y Phòng là Lưu Khải kế vị, bà trở thành Hoàng Thái hậu và về sau trở thành Thái Hoàng Thái hậu, trải qua bốn triều Hoàng đế nhà Hán. Đậu Y Phòng là người thông minh, tài giỏi và nhân hậu, nhưng lại quá nhân từ với Nhiếp Thận Nhi, mợ của cô và nhiều người khác khiến cô không ít lần gặp rắc rối. | Chi tiết thay đổi thân phận là hư cấu, Đậu Hoàng hậu vốn là mang họ Đậu. |
| Lâm Tâm Như Lâm Diệu Khả (lúc nhỏ) | Điền Hương Liên           | Mẹ của Đỗ Vân Tịch, nhũ nương của Lưu Hằng, bị quân của Lữ hậu truy đuổi, bà nhảy xuống vách đá tự sát. | Nhân vật hư cấu |
| Trần Kiện Phong                    | Lưu Hằng                  | Đại vương → Hán Văn Đế Đại vương, sau là Hán Văn Đế, con trai của Lưu Bang và Bạc Cơ, phu quân của Đậu Y Phòng, phụ thân của Lưu Tôn, Lưu Khải, Lưu Vũ, Quán Đào Công chúa, thông minh và mưu trí. Dù cho chàng biết rõ thân phận thật sự của Đậu Y Phòng, tình yêu sâu đậm của chàng dành cho cô khiến chàng không nỡ vạch trần cô, Lưu Hằng yêu Y Phòng sâu sắc cho đến tận lúc chết. Qua đời ở tập 34. | |
| Vương Lệ Khôn Tưởng Y Y (lúc nhỏ)  | Nhiếp Thận Nhi            | Nữ tử thanh lâu → Gia nhân tử → Nhiếp Phu nhân → Quân sư của Lữ Lộc → Thận Phu nhân Tỷ muội tốt của Đỗ Vân Tịch thời thơ ấu. Sau khi cha mẹ cô mất, cô cùng Vân Tịch đến nhà cậu của Vân Tịch nương tựa. Sau khi bị bỏ rơi, cô sống trong thanh lâu. Cô về sau trở thành quân sư và thê tử của Lữ Lộc, mẫu thân của Vương Chí và Lưu Vũ. Cô là người thông minh, có tài thao lược, nhưng luôn có mưu đồ xấu. Cô luôn muốn trèo lên đỉnh cao, trở thành phượng hoàng. Cô âm mưu tiếp cận Lưu Doanh, nhưng bị Lữ hậu ép tuẫn táng. Sau đó cô tiếp cận Lữ Lộc để lợi dụng và thoát khỏi việc bị tuẫn táng. Cô cùng Lữ Lộc có với nhau một người con gái. Về sau, cô gặp lại Đậu Y Phòng và trở thành Thận Phu nhân, sinh ra con trai là Lưu Vũ. Y Phòng liên tiếp bỏ qua cho mọi việc làm xấu xa của Thận Nhi, khiến Thận Nhi càng ngày càng trở nên tàn nhẫn, đỉnh điểm là việc cho người cưỡng bức Tuyết Diên, cuối cùng cô bị ban rượu độc và qua đời ở tập 27. | Trong lịch sử, Thận Phu nhân vốn có họ là "Thận". Bà cũng không sinh được người con nào, Lương vương Lưu Vũ là con trai của Đậu Hoàng hậu.                                                                             |
| Vương Lệ Khôn Tưởng Y Y (lúc nhỏ)  | Vương Chí                 | Vương Mỹ nhân → Phế Mỹ nhân → Hoàng hậu → Hoàng Thái hậu Con gái của Lữ Lộc và Nhiếp Thận Nhi, con nuôi của Vương Viễn và Mạc Ly, sau là con nuôi của Thẩm Bích Quân, thê tử của Kim Vương Tôn, khi nhỏ từng gặp Lưu Khải, về sau tái ngộ và trở thành Vương Mỹ nhân, cuối cùng trở thành Hoàng hậu và Hoàng Thái hậu. | Trong lịch sử, phụ thân của Vương Hoàng hậu tên là Vương Trọng, mẫu thân bà tên là Tạng Nhi, là cháu gái của Tạng Đồ, vua chư hầu nước Yên vào thời kỳ Hán sơ.                                                         |
| Vương Lệ Khôn Tưởng Y Y (lúc nhỏ)  | Bính Hoa                  | Thê tử của Nhiếp Phong và là mẫu thân của Thận Nhi, bị quân của Lữ hậu giết chết. | Nhân vật hư cấu |
| Dương Mịch                         | Mạc Tuyết Diên            | Cung nữ → Cận thân của Đậu Y Phòng → Châu Phu nhân Người yêu của Châu Á Phu, cháu gái của Mạc Ly, tên khác là A Sửu, vốn là cung nữ trong Hán cung, là sát thủ lợi hại nhất của Lữ Trĩ, về sau trở thành cận thân của Đậu Y Phòng. Mục đích ban đầu là hỗ trợ và kiểm soát Đậu Y Phòng. Cô yêu Châu Á Phu, cô bị cưỡng bức trong ngày thành hôn với anh ở tập 26. Sau đó Nhiếp Thận Nhi dùng mạng sống của Châu Á Phu ép Tuyết Diên phản bội Đậu Y Phòng khiến cô cùng quẫn, cuối cùng nuốt vàng tự sát. | Nhân vật hư cấu |
| Hà Thịnh Minh                      | Châu Á Phu                | Anh trai của Châu Tử Nhiễm, người yêu của Mạc Tuyết Diên, yêu Tuyết Diên sâu đậm, thành hôn cùng cô sau khi cô đã chết. Trương Yên thầm yêu anh và về sau Đậu Y Phòng ban hôn cô cho anh, nhưng trong phim không nói rõ Á Phu có thực sự thành hôn với Trương Yên hay không. | Trong lịch sử, Châu Á Phu là con trai của khai quốc công thần Chu Bột, mặc dù cả hai nhân vật đều xuất hiện trong phim nhưng phim không khai thác mối quan hệ này.                                                     |
| La Tấn                             | Lưu Doanh Đậu Trường Quân | Hoàng đế → Quốc cữu (Đậu Trường Quân) Con trai của Lưu Bang và Lữ hậu, từng là Hán Huệ Đế. Anh yêu Lý Mỹ nhân sâu đậm, nhưng cô bị Lữ hậu ra tay giết chết. Từ đó anh mang nỗi hận là Hoàng đế nhưng không thể bảo vệ được người mình yêu nên muốn được tự do. Nhờ sự giúp đỡ của Thận Nhi, anh thoát được ra khỏi cung và dù về sau có gặp lại Lữ hậu, bà vẫn để anh được tự do, đồng thời chiếu cáo thiên hạ rằng Hoàng đế đã băng hà. Về sau Thận Nhi thường xuyên gợi ý với Bạc Thái hậu việc Đậu Y Phòng vốn là người của Lữ hậu, để giúp Y Phòng thoát khỏi rắc rối, anh lấy thân phận Đậu Trường Quân và trở thành đệ đệ của cô. Anh dành cả đời đơn phương Đỗ Vân Tịch, anh qua đời ở tập 39 khi cố gắng bảo vệ Lưu Vũ - người đang bị phản tặc bắt cóc. | Trong lịch sử, Đậu Hoàng hậu thực sự có một người em trai tên là Đậu Trường Quân. |
| Đới Xuân Vinh                      | Lữ Trĩ                    | Hoàng hậu → Hoàng Thái hậu → Thái Hoàng Thái hậu Hoàng hậu của Lưu Bang, mẫu thân của Lưu Doanh, đích mẫu của Lưu Hằng. Bà là người tàn nhẫn và độc ác. Bà chính là người đã sát hại gia đình của Đỗ Vân Tịch và Nhiếp Thận Nhi, tuy nhiên, bà rất thương con trai của mình. Qua đời ở tập 19. | Trong lịch sử, phải đến đời Võ Tắc Thiên thời nhà Đường, Võ hậu mới buông rèm để chấp chính. Vì thế nên Lữ hậu vốn không hề buông rèm nghe chính sự như trong phim mà bà trực tiếp chấp chính.                         |
| Bạch San                           | Bạc Cơ                    | Bạc Cơ → Vương Thái hậu Đại quốc → Hoàng Thái hậu Đại Hán → Thái Hoàng Thái hậu Phi tần của Lưu Bang, mẫu thân của Lưu Hằng, mưu trí không thua gì Lữ hậu, bà dùng mưu tự hủy dung để được Lữ hậu ân chuẩn đến Đại quốc cùng Lưu Hằng. Bà bí mật phò trợ Lưu Hằng, đồng thời cho Lưu Hằng đóng giả như anh là người khờ khạo và đam mê tửu sắc. Bà luôn cảnh giác đối với Đậu Y Phòng, về sau bà trở thành Hoàng Thái hậu rồi Thái Hoàng Thái hậu Đại Hán. Qua đời vì bệnh dịch ở tập 37. | |
| Tô Thanh Đổng Tuệ (lúc nhỏ)        | Trương Yên                | Hoàng hậu → Hoàng Thái hậu → Châu Phu nhân Thê tử của Châu Á Phu, con gái của Lỗ Nguyên Công chúa, nhưng thực ra là con của vợ lẽ, cô là cháu gọi Lưu Doanh là cậu. Cô vốn là con cờ của Lỗ Nguyên Công chúa và Lữ hậu, được sắp xếp để trở thành Hoàng hậu của Lưu Doanh. Từ nhỏ đã không được biết đến tình cảm nam nữ. Cô may mắn được Đậu Y Phòng yêu thương và giúp đỡ. Sau khi nhà họ Lữ diệt vong, cô bị hắt hủi và khinh rẻ. Châu Á Phu và Đậu Y Phòng hết lòng che chở cô, khiến cô đem lòng yêu Châu Á Phu. Ở tập 34, Đậu Thái hậu chiếu cáo thiên hạ rằng Trương Thái hậu đã chết, để Trương Yên có thể thành hôn với Châu Á Phu. Qua đời vì bệnh tật ở tập 40. | Trong lịch sử, Trương Hoàng hậu quả thực là con gái của Lỗ Nguyên Công chúa, bà cũng qua đời trong Hán cung. Khi Hán Văn Đế đăng cơ, bà không trở thành Hoàng Thái hậu như trong phim mà vẫn giữ danh vị là Hoàng hậu. |
| Phùng Thiệu Phong                  | Lưu Chương                | Con trai thứ của Lưu Phì - con trai trưởng của Lưu Bang (tức cháu nội của Lưu Bang và gọi Lưu Hằng là chú), Chu Hư hầu, về sau trở thành phu quân của Lữ Ngư. Vì yêu Lữ Ngư, anh thay đổi ý định, từ bỏ việc tranh đoạt hoàng vị với Lưu Hằng. | Trong lịch sử, sau khi Hán Văn Đế tức vị đã phong cho Lưu Chương làm Thành Dương vương chứ không phải Tề vương như trong phim.                                                                                         |
| Hồ Hạnh Nhi                        | Lữ Ngư                    | Em gái cùng cha khác mẹ của Lữ Lộc, về sau là thê tử của Lưu Chương. Cô từng cứu Lữ hậu nhờ sự thông minh của mình. | Trong lịch sử, Lữ Ngư là con gái của Lữ Lộc. |
| Trương Đồng                        | Thẩm Bích Quân            | Vợ của Điền Đại Nghiệp, mợ của Đỗ Vân Tịch, sau là dưỡng mẫu của Vương Chí. Là người ích kỷ, mê tiền và ham muốn quyền lực, bà khinh thường Vân Tịch và Thận Nhi, nhưng lại rất chiều chuộng con trai là Điền Quốc Xuân. Bà thường xuyên dùng mưu kế làm loạn khiến Đậu Y Phòng không ít lần gặp rắc rối. Vân Tịch, Thận Nhi và Vương Chí đều từng bị bà hại, bà thậm chí còn gây ra cái chết của Kim Vương Tôn và đổ tội cho Lưu Khải. Sau đó, Vương Chí đã chặt đứt một ngón tay của bà. | |
| Đỗ Tuấn Trạch                      | Lữ Lộc                    | Cháu trai của Lữ hậu, về sau là phu quân của Nhiếp Thận Nhi và là cha ruột của Vương Chí. Sau khi nhà họ Lữ diệt vong, hắn đã chạy trốn và cảm hóa được Nhiếp Thận Nhi nhờ tấm lòng chân thành của mình. Hắn là người duy nhất mà Nhiếp Thận Nhi thật lòng yêu thương. Trong tập 21, cả hai dàn cảnh uy hiếp để moi được tiền từ Đậu Y Phòng, nhưng hắn đã bị Tuyết Diên giết chết. Đây là lý do khiến Nhiếp Thận Nhi ôm lòng thù hận Tuyết Diên. | Trong lịch sử, Lữ Lộc bị giết trong đợt thanh trừng người nhà họ Lữ chứ không thoát thân. |

### Các nhân vật khác
| Diễn viên                              | Nhân vật                       | Giới thiệu | Ghi chú |
| Cao Hạo Mã Duệ Hạo (lúc nhỏ)           | Lưu Khải                       | Thái tử → Hán Cảnh Đế Con trai của Lưu Hằng và Đậu Y Phòng, anh là Thái tử và về sau trở thành Hoàng đế Đại Hán. | |
| Cao Dương                              | Bạc Xảo Tuệ                    | Lương đệ → Hoàng hậu → Phế hậu Lương đệ của Lưu Khải, về sau trở thành Hoàng hậu. Là cháu gái của Bạc Cơ, kẻ thù của Lịch Diệu Nhân. Tập 36, cô cùng Lịch Diệu Nhân giăng bẫy Vương Chí, nhưng cô lại bị Lịch Diệu Nhân phanh phui và bị tống vào lãnh cung. Ở tập 38, vì bị vạch trần đầu độc Vương Chí mà cô treo cổ tự sát. | Trong sử sách chính thức chỉ ghi chép rằng Bạc Cơ và Bạc Hoàng hậu là người trong tộc nhưng không nói rõ quan hệ cụ thể; khi Lưu Vinh được lập làm Thái tử, bà vẫn chưa bị phế truất và nguyên nhân cái chết của bà cũng không được ghi chép lại. |
| Đặng Sa                                | Lịch Diệu Nhân                 | Cung nhân → Lịch Mỹ nhân → Lịch Phu nhân (Lịch Cơ) Thiếp của Lưu Khải, kẻ thù của Bạc Xảo Tuệ và là mẫu thân của Lưu Vinh. Thủ đoạn tàn nhẫn, ác độc, nhưng tầm nhìn lại nông cạn, để đạt được mục đích, cô có thể làm mọi chuyện xấu xa. Vì lo lắng Lưu Khải sẽ phong cho Lưu Vũ làm Hoàng Thái đệ khiến Lưu Vinh không thể trở thành Hoàng đế nên cô tìm mọi cách để chia rẽ anh em Lưu Khải. Thậm chí cô còn khiến Đậu Y Phòng hiểu lầm rằng Lưu Khải muốn giết em mình. Sau đó, sự xuất hiện của Lưu Triệt đe dọa đến vị trí Thái tử của Lưu Vinh nên cô âm mưu trừ khử Lưu Triệt. Ở tập 40, cô bị đuổi ra khỏi điện Tiêu Phòng và sau đó cả hai mẹ con đều bị bãi bỏ tước vị, đuổi khỏi Hoàng cung. | |
| Lý Sa                                  | Mạc Ly                         | Là Thượng cung và là cận thân của Lữ hậu, cô mẫu của Tuyết Diên. Dưỡng mẫu của Vương Chí, vì bảo vệ Vương Chí mà bà vô tình giết chết Vương Viễn. Bị xử tử ở tập 25. | Nhân vật hư cấu |
| Lữ Giai Dung                           | Lỗ Nguyên Công chúa            | Con gái của Lữ hậu, em gái của Lưu Doanh và là mẫu thân trên danh nghĩa của Hoàng hậu Trương Yên. | Trong lịch sử, Lỗ Nguyên Công chúa đúng thực là mẹ ruột của Trương Hoàng hậu. |
| Thích Vy Trương Tuyết Nghênh (lúc nhỏ) | Quán Đào Công chúa (Lưu Phiêu) | Con gái của Lưu Hằng và Đậu Y Phòng, mẫu thân của Trần A Kiều và là nhạc mẫu của Lưu Triệt. Cô luôn căm ghét Lưu Vũ, không muốn Lưu Vũ cướp ngai vàng của em trai mình, đồng thời muốn con gái A Kiều kết hôn với Lưu Triệt và thuận lợi trở thành Hoàng hậu mà trở nên độc ác, chính cô đã phái người đến ám sát Lưu Vũ. | |
| Đặng Tế Bân                            | Vương Viễn                     | Cha nuôi của Vương Chí và là người ham tiền, ông bị Mạc Ly giết chết ở tập 25 vì muốn bán và chôn sống Vương Chí. | |
| Lý Diệu Kính                           | Điền Đại Nghiệp                | Cậu của Đỗ Vân Tịch, tính tình nghiêm khắc, tốt bụng nhưng lại rất sợ vợ. Ở tập 11, vì bị hiểu lầm là người nhà của Thận Nhi nên bị người của Lữ hậu giết chết. | |
| Cát Tử Minh                            | Điền Quốc Xuân                 | Con trai của Điền Đại Nghiệp và Thẩm Bích Quân, anh họ của Đỗ Vân Tịch, mến mộ nhan sắc của Vân Tịch. Trong tập 11, bị hiểu lầm là người nhà của Thận Nhi nên bị người của Lữ hậu giết chết. | |
| Đoàn Quân Hào                          | Ma Lỗ                          | Người do Thận Nhi sắp xếp vào cung để đóng giả làm Lưu Doanh trong tập 11. Bị Lữ hậu phát giác, đâm chết và hạ táng theo nghi thức hoàng gia với tư cách là Hoàng đế Lưu Doanh. | |
| Lý Cần Cần                             | Kim Chi                        | Mẹ của Lữ Ngư, mê tiền và ham cờ bạc, thường xuyên gây rắc rối cho Lữ Ngư. | |
| Dương Nam                              | Dung Nhi                       | Cung nữ cận thân của Đậu Y Phòng, bị Đậu Y Phòng đuổi đi ở tập 34 vì phản bội cô. | |
| Trương Hinh Tâm                        | Bội Tâm                        | Cung nữ của Bạc Cơ. | |
| Thạch An Địch                          | Ngô công công                  | Người hầu của Lưu Doanh. | |

### Diễn viên khách mời
| Diễn viên                              | Nhân vật                       | Giới thiệu | Ghi chú |
| Đồng Đồng                              | Thiên Tuế Hồng                 | Dì Hồng Bà chủ thanh lâu | |
| Tôn Phi Phi                            | Thanh Ninh                     | Vương hậu Đại quốc, cũng là nội gián của Lữ hậu phái đến bên cạnh Đại vương, biết hót tiếng chim, võ công cao cường, bị giam cầm trong cung, cô rất yêu thương Lưu Hằng và thường truyền thông tin không chính xác về hành tung của Lưu Hằng cho Lữ hậu. Cô qua đời ở tập 9 vì bảo vệ Đậu Y Phòng. | Nhân vật hư cấu |
| Khuất Nguyệt                           | Tử Tô                          | Cung nhân → Tử Mỹ nhân Cung nhân ở phòng tạp dịch của Đại cung, tính tình thiện lương, vốn được Đậu Y Phòng giúp đỡ để xuất cung, vì tính toán sai nên kế hoạch thất bại, bị giữ lại trong cung rồi được phong là Tử Mỹ nhân. Ở tập 17, cô hại chết Thế tử Lưu Tôn để báo ơn cho Y Phòng nhằm giúp con trai của Y Phòng có thể được làm Thế tử Đại quốc, đây là nguyên nhân khiến Bạc Thái hậu và Châu Á Phu căm thù Đậu Y Phòng. Tập 18, cô uống thuốc độc tự sát. | Nhân vật hư cấu |
| Trần Di Dung                           | Lý Mỹ nhân                     | Sủng thiếp của Lưu Doanh, tính tình ngây thơ hoạt bát, vì ỷ sủng sinh kiêu khiến Lữ hậu không vừa mắt. Ở tập 3 vì mang thai nên bị Lữ hậu cho người hại chết. | |
| Vương Tịnh Luyến                       | Tố Vấn                         | Nội gián của Đại quốc, tân nương của Lữ Lộc, là người mà Châu Á Phu rất mến mộ, vì thực hiện nhiệm vụ mà phải tự sát (tập 6). | |
| Nghiêm Ngật Khoan                      | Lưu Thiếu Khang                | Một chàng trai phong lưu, xuất thân trong gia đình giàu có, ban đầu yêu Nhiếp Thận Nhi, sau vì ái mộ Đỗ Vân Tịch mà bội ước với Thận Nhi rồi bị cô giết chết (tập 2). | |
| Huỳnh Hải Băng                         | Nhiếp Phong                    | Cha của Nhiếp Thận Nhi, vì cứu giúp mẹ con Điền Hương Liên và Đỗ Vân Tịch mà bị quân của Lữ hậu sát hại. | |
| Lâm Văn Long                           | Kim Vương Tôn                  | Chồng cũ của Vương Chí, là một người không màng tiền tài danh lợi, tập 33 vì tranh cãi với Thẩm Bích Quân mà bị bà đẩy tử vong. | |
| Châu Mục Nhân                          | Châu Tử Nhiễm                  | Là một trong năm gia nhân tử được Lữ hậu ban cho Đại vương, cô là em gái của Châu Á Phu, vốn được Bạc Cơ gửi đến chỗ Lữ hậu, sau khi quay về Đại quốc, cô trở thành Đại Vương hậu. Tập 13, cô hạ sinh trưởng tử Lưu Tôn, nhưng do sinh khó mà băng huyết, không thể chữa khỏi nên đã qua đời ở tập 14. Cô giao con trai của mình lại cho Đậu Y Phòng. | Trong sử sách không có ghi chép gì về danh tính và xuất thân của vị Vương hậu này khi Hán Văn Đế còn là Đại vương, sau khi ông đăng cơ cũng không thấy có truy phong gì cho bà. |
| Điền Tử Điền                           | Ngọc Cẩm Sắt                   | Là một trong năm gia nhân tử được Lữ hậu ban cho Đại vương, Đại vương Phu nhân (phong là Ngọc Phu nhân), hận Đậu Y Phòng thấu xương. Ở tập 9 phát giác ra việc Đậu Y Phòng và Vương hậu Thanh Ninh là nội gián, muốn vạch trần nên bị Vương hậu lôi ra ngoài, cùng Vương hậu Thanh Ninh bị tên bắn chết. | |
| Hàn Quân Tử                            | Khương Tự                      | Là một trong năm gia nhân tử được Lữ hậu ban cho Đại vương, Đại vương Mỹ nhân (Khương Mỹ nhân). Tập 13 vì không được Đại vương Lưu Hằng sủng ái mà treo cổ tự vẫn tại Trùng Hoa điện của Đậu Y Phòng. | |
| Đào Lạc Y                              | Hương Mặc Ngọc                 | Là một trong năm gia nhân tử được Lữ hậu ban cho Đại vương, Đại vương Mỹ nhân (phong là Hương Mỹ nhân). Tập 13 phát điên rồi qua đời do bị vạch trần âm mưu thúc sinh khiến Vương hậu Châu Tử Nhiễm sinh khó. | Nhân vật hư cấu |
| Lưu Trạch Long                         | Lưu Cung                       | Con trai của Lưu Doanh và Châu Thái nữ Ở tập 17 bị Lữ hậu giam cầm và bỏ đói đến chết. | |
| Lưu Đức Xương                          | Chiêm Khuê                     | Người yêu trước đây của Lữ Ngư. | |
| Tôn Hiểu Phi                           | Lâm Chiêu nghi                 | Phi tần của Lưu Doanh Tập 21 bị Nhiếp Thận Nhi lợi dụng rồi sát hại. | Tước vị Chiêu nghi mãi đến thời Hán Nguyên Đế mới được đặt ra. |
| Hoàng Tiếu Anh                         | Tử Lăng Quận chúa              | | |
| Vương Hạc Vũ                           | Lưu Hiền                       | Thế tử Con trai của Lưu Tị, tập 28 bị Lưu Khải đánh chết. | |
| Nhâm Học Hải                           | Lưu Tị                         | Ngô vương Phụ thân của Lưu Hiền. | |
| Trương Hiểu Thần Bồ Hạo Tinh (lúc nhỏ) | Lưu Vũ                         | Con trai của Lưu Hằng và Nhiếp Thận Nhi, lòng dạ hẹp hòi, tập 40 bị chị cùng cha khác mẹ là Quán Đào Công chúa cho người ám sát. Vì vậy làm cho Đậu Y Phòng hiểu lầm Lưu Khải, khiến tình mẫu tử rạn nứt, Lưu Khải không được Đậu Y Phòng tha thứ cho đến tận khi chết. | Trong lịch sử, Lương vương Lưu Vũ là con trai ruột của Đậu Hoàng hậu, em cùng mẹ của Hán Cảnh Đế.                                                                               |
| Mao Tử Tuấn Lý Gia Vĩ (lúc nhỏ)        | Lưu Triệt (Lưu Trệ)            | Con trai của Lưu Khải và Vương Chí, tức Hán Vũ Đế. | |
| Cống Mễ Lâm Tinh Thần (lúc nhỏ)        | Trần A Kiều                    | Con gái của Quán Đào Công chúa, thê tử của Lưu Triệt. Kiêu căng hống hách. Về sau kết hôn với Lưu Triệt và trở thành Hoàng hậu. | |
| Trần Thi Đan                           | Bình Dương Công chúa (lúc nhỏ) | Con gái của Lưu Khải và Vương Chí, chị ruột của Lưu Triệt. | |
| Trương Mông                            | Vệ Tử Phu                      | Ca nữ trong phủ Bình Dương Công chúa, là khởi đầu kế tiếp của câu chuyện về Mỹ nhân tâm kế. | |
| Cao Tử Thuần                           | Tiểu Hoàng tử                  | | Khách mời. |